# Aygehat
Aygehat (en armenio, Այգեհատ) es una localidad situada en la provincia de Lorri, Armenia. Según el censo de 2011, tiene una población de 263 habitantes.
Está ubicada al noreste de la provincia, a poca distancia del río Debet —un afluente izquierdo del río Kurá— y de la frontera con Georgia y la provincia de Tavush.